# Minions of Mirth
 (avril 2019).
Si vous disposez d'ouvrages ou d'articles de référence ou si vous connaissez des sites web de qualité traitant du thème abordé ici, merci de compléter l'article en donnant les références utiles à sa vérifiabilité et en les liant à la section « Notes et références ».
Minions of Mirth est un jeu de rôle en ligne massivement multijoueur édité par Prairie Games en décembre 2005, qui fonctionne sur Mac OS X et Windows. Toutefois, vous pouvez y jouer aussi sur Linux en prenant la version Windows et en y jouant avec Wine.
Contrairement à d'autres MMORPGs, ce jeu est libre de tout abonnement, et propose la mise en place de serveurs privés. Outre le mode en ligne, le jeu fonctionne également en mode simple joueur, ne nécessitant alors pas de connexion active, et permettant d'incarner simultanément une équipe allant jusqu'à six personnages.
Le jeu tourne sur le moteur graphique Torque de GarageGames et est intégralement en anglais.

## Système de jeu
Le monde dans lequel se déroule le jeu, appelé Mirth, est constitué de deux grandes îles principales et de deux îles plus petites. Les habitants de ce monde sont répartis sur trois royaumes : La Communauté de la Lumière (Fellowship of Light = FoL), les Serviteurs des Ténèbres (Minions of Darkness = MoD) et les Monstres (Templates). Sur les serveurs officiels, les joueurs sont par défaut définis comme étant "neutres" (PvE = Player versus Environment), ne pouvant alors se mesurer en combat qu'aux intelligences artificielles du jeu. Mais le joueur peut changer de configuration et choisir alors entre différents modes : PvP ("Player versus Player") où il devient hostile vis-à-vis des autres joueurs non neutres, GvG ("Guild vs Guild") où il peut combattre tout joueur hostile d'une autre guilde que la sienne, RvR ("Realm vs Realm") où il peut affronter toute personne hostile d'un autre royaume.